# ویلیبالد اشماوس
ویلیبالد اشماوس (به آلمانی: Willibald Schmaus) بازیکن فوتبال و مدافع اهل آلمان است که از سال ۱۹۳۸ میلادی عضو تیم ملی فوتبال آلمان بوده‌است. وی در ۱۰ بازی ملی حضور داشته است و آخرین بازی ملی خود را در سال ۱۹۴۰ میلادی انجام داد. ویلیبالد اشماوس در بازی‌های ملی‌اش گلی به ثمر نرساند.
وی همچنین در ۱۴ بازی برای اتریش به میدان رفت (حضور در جام جهانی فوتبال ۱۹۳۴) و بعد از تغییر ملیت در جام جهانی فوتبال ۱۹۳۸ برای آلمان به میدان رفت.